# Zuleydis Ortiz
Zuleydis Ortíz Puente (31 gennaio 1976) è una schermitrice cubana.

## Palmarès
In carriera ha conseguito i seguenti risultati:
- Mondiali di scherma

Città del Capo 1997: argento nella spada individuale.
La Chaux de Fonds 1998: argento nella spada a squadre.
- Giochi Panamericani:

Mar del Plata 1995: argento nella spada a squadre.
Winnipeg 1999: oro nella spada a squadre.
Santo Domingo 2003: oro nella spada a squadre.